# Ick und die Berliner
Ick und die Berliner ist ein Dokumentarfilm des DEFA-Studios für Wochenschau und Dokumentarfilme von Bruno Kleberg aus dem Jahr 1957.

## Handlung
In Berlin sitzt ein Haussperling, der in dieser Stadt vorzugsweise Spatz genannt wird, auf der Straße und verzehrt die Reste einer Schrippe zum Frühstück. Dabei erzählt er erst einmal von den Menschen und den Orten, auf die er immer wieder trifft und zeigt sie auch. Da sind zu sehen der Bahnhof Friedrichstraße, der Alexanderplatz, die Dimitroffstraße, der Park vor dem Hochhaus an der Weberwiese, die Weidendammer Brücke mit Blick auf das Berliner Ensemble, ein Zirkus vor dem Haus des Kindes, der Volkspark am Weinbergsweg sowie der Köllnische Park inklusive des Bärenzwingers und des Märkischen Museums.
Dann will der Spatz den Kinozuschauern den Park zeigen, der extra für die Tiere gebaut wurde. Der Tierpark Berlin befindet sich auf dem Gelände des ehemaligen Schlossparks in Berlin-Friedrichsfelde. Bevor die Bauarbeiten beginnen konnten, gab es sehr viele Pläne und sehr viele Fragen. Tierparkdirektor Heinrich Dathe und seine Architekten hatten eine Menge Probleme zu klären. Als die Pläne für den ersten Bauabschnitt fertig waren, trafen unzählige freiwillige Helfer mit Schaufel und Spaten ein, um tatkräftig ihre Tierliebe unter Beweis zu stellen. Mehrere Betriebe, wie die Berliner Zeitung und der Friedrichstadtpalast hielten ihre Zusagen allerdings nicht ein, so dass es zu Verzögerungen kam. Doch es gab auch viele Betriebe und Institutionen, die ihr Wort hielten und so füllte sich der Park mit Tieren aus der gesamten Welt, die zum großen Teil auch im Film zu sehen sind. Doch viele Anlagen sind noch in der Planung oder bereits im Bau, wie das Bärenschaufenster und die Anlage für die Raubtiere.

## Produktion und Veröffentlichung
Die Premiere des unter dem Arbeitstitel Berliner Tierpark auf Agfacolor gedrehten Films fand am 28. Juni 1957 statt.